# Aname lillianae
Espèce
Aname lillianae est une espèce d'araignées mygalomorphes de la famille des Anamidae.

## Distribution
Cette espèce est endémique d'Australie-Occidentale. Elle se rencontre au Wheatbelt et au Mid West.

## Description
Le mâle holotype mesure 24,5 mm.

## Étymologie
Cette espèce est nommée en l'honneur de Lillian Huey.

## Publication originale
- Harvey, Gruber, Hillyer & Huey, 2020 : « Five new species of the open-holed trapdoor spider genus Aname (Araneae: Mygalomorphae: Anamidae) from Western Australia, with a revised generic placement for Aname armigera. » Records of the Western Australian Museum, vol. 35, p. 10-38.